# Андрій Одаренко
Андрій Одаренко (19 листопада 1993, Хмельницький) — український військовий, ветеран російсько-української війни, громадський діяч, підприємець та волонтер. Керівник партнер дитячої ІТ-школи School of Modern Skills, партнер СТО DriveForLife та співзасновник ветеранської спільноти «Новий Горизонт».

## Біографія

### Освіта та кар'єра
Народився 19 листопада 1993 року в місті Хмельницький, Україна. З 2000 по 2011 рік навчався у середній школі. 
2011 року вступив до Національної академії внутрішніх справ у Києві, яку закінчив 2014 року. Після випуску розпочав службу в органах внутрішніх справ як дільничний інспектор поліції. 2015 року протягом двох місяців брав участь у бойових діях на сході України.
З 1 вересня 2015 року продовжив службу в Управлінні патрульної поліції Хмельницької області. 13 листопада 2018 року звільнився з органів внутрішніх справ і виїхав за кордон. Протягом наступних років працював у Чехії, Болгарії та Данії.

### Участь у російсько-українській війні
Після початку повномасштабного вторгнення Росії в Україну повернувся до України та вступив до лав Збройних Сил України. Брав участь у боях на східному напрямку.
9 травня 2022 року, під час бойових дій у Харківській області, отримав важке поранення, внаслідок якого втратив праву ногу вище коліна. Після операції перебував у комі, через три дні прийшов до тями. Пройшов тривале лікування та реабілітацію, після чого повернувся до активного життя.

### Громадська діяльність
Після реабілітації став керівником партнером дитячої ІТ-школи School of Modern Skills, яка займається навчанням дітей у сфері сучасних технологій. Також є співзасновником ветеранської спільноти «Новий Горизонт», спрямованої на підтримку ветеранів війни. 
Активно займається волонтерською діяльністю бувши волонтером в ГО "Підтримка України".
2 квітня 2025 року вийшло інтерв'ю на ForbesUkraine "ІТ-школа для дітей: досвід ветерана-підприємця в School of Modern Skills і поради для розвитку освітнього бізнесу"

## [4]Виноски
1. ↑  Жила, Катерина Шевчук, Михайло (13 березня 2024). Ветеран ЗСУ очолив дитячий ІТ-центр у Хмельницькому. Суспільне | Новини (укр.). Процитовано 26 лютого 2025.
2. ↑  Reporters. | Крутий вчитель Онідзука (укр.). Процитовано 26 лютого 2025.
3. ↑  Forbes.ua.
4. ↑  Forbes Ukraine. Forbes.ua (українською) . Forbes Ukraine. 2.04.2025.